# Flama olímpica

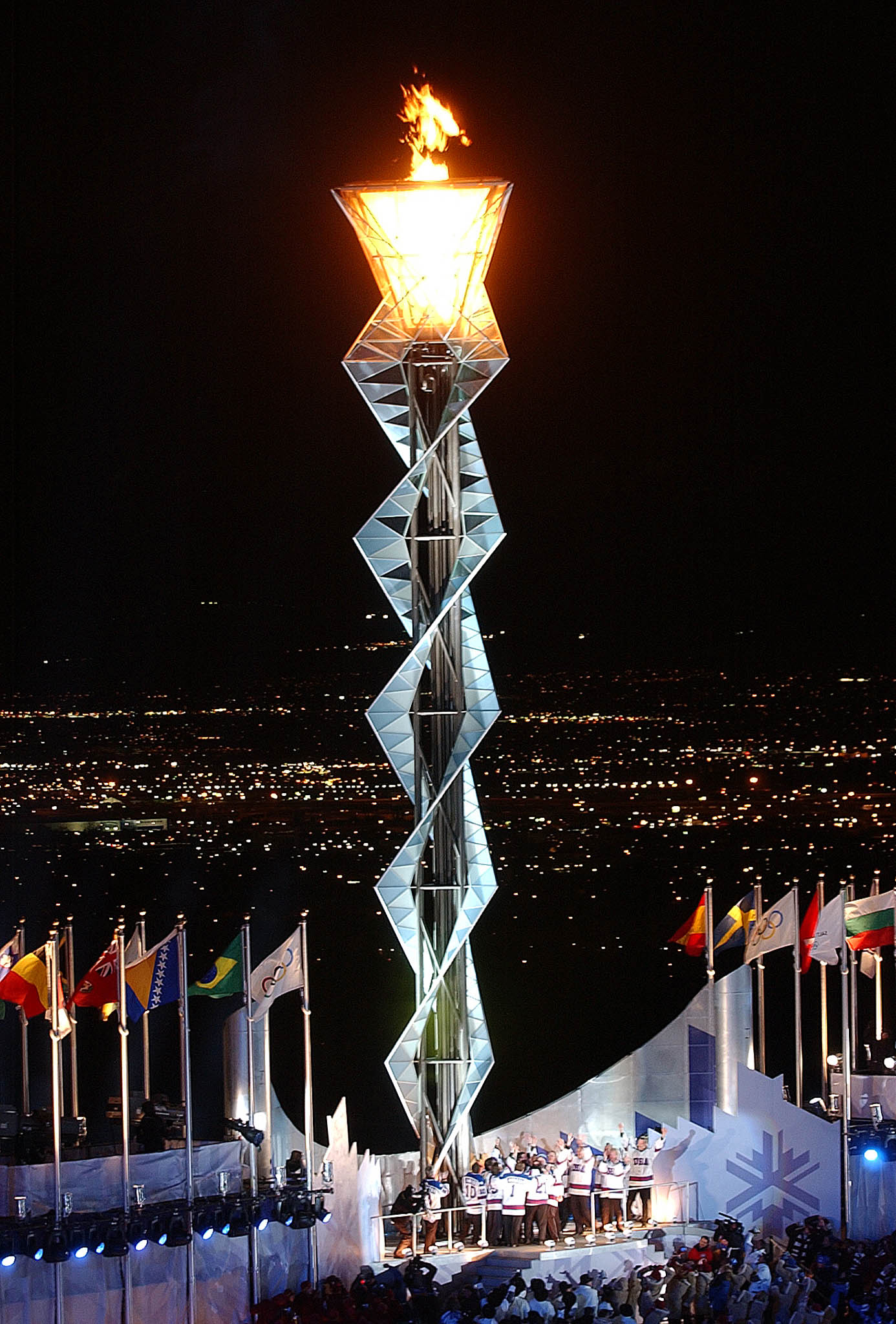
Encesa de la flama olímpica en els Jocs Olímpics d'Hivern 2002 a Salt Lake City per l'equip nord-americà d'hoquei gel.

La flama olímpica o foc olímpic és un dels símbols dels Jocs Olímpics, i evoca la llegenda de Prometeu, que hauria robat el foc a Zeus per lliurar-lo als mortals. Durant la celebració dels Jocs Olímpics de l'antigor, a Olímpia, es mantenia encès un foc que cremava mentre duressin les competicions, sent aquesta tradició reintroduïda als Jocs Olímpics d'Estiu 1928 celebrats a Amsterdam. En els Jocs Olímpics d'Estiu 1936 es va realitzar per primera vegada una marxa d'atletes per a transportar una torxa amb la flama, des de les ruïnes del temple d'Hera d'Olímpia fins a l'Estadi Olímpic de Berlín.

## La flama olímpica en l'antigor
En l'antigor el foc era considerat sagrat per molts pobles, incloent els grecs que tenien una llegenda segons la qual el foc hauria estat lliurat als mortals per Prometeu, el qual l'havia robat de Zeus. A causa de la importància del foc, en molts temples es mantenien les flames enceses permanentment. Aquest era el cas, per exemple, del temple d'Hera de la ciutat d'Olímpia.
La tradició de mantenir un foc encès durant els Jocs Olímpics de l'antigor es remunta a l'antiguitat, quan s'efectuaven sacrificis en honor de Zeus. En aquestes cerimònies, els sacerdots encenien una torxa i l'atleta que vencés una carrera fins al lloc on es trobaven els sacerdots tindria el privilegi de transportar la torxa per a encendre l'altar del sacrifici. El foc era llavors mantingut encès durant els Jocs com homenatge a Zeus.

## La flama olímpica en l'actualitat

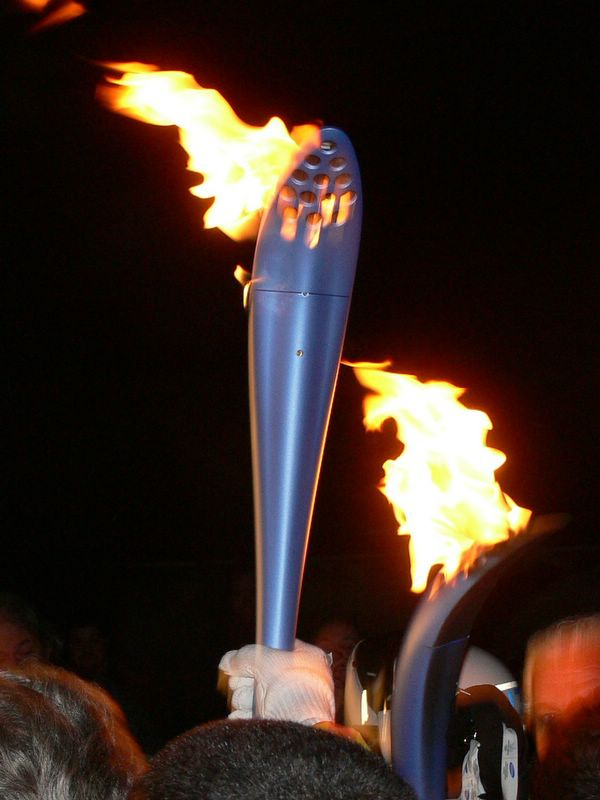
Torxa Olímpica en els Jocs Olímpics d'Hivern 2006 a Torí (Itàlia).

En els Jocs Olímpics de 1928 realitzats a la ciutat d'Amsterdam, l'arquitecte neerlandès Jan Wils va incloure en el dibuix de l'estadi olímpic una torre i va tenir la idea d'encendre en ella una flama durant els jocs. En la cerimònia d'obertura, celebrada el 28 de juliol de 1928, un empleat de l'empresa elèctrica d'Amsterdam va encendre per primera vegada la flama dels Jocs Olímpics de l'era moderna en la torre anomenada Marathontower.
Quatre anys més tard, en els Jocs Olímpics de 1932 realitzats a Los Angeles es va tornar a encendre una flama durant els Jocs. Durant la cerimònia de clausura es va llegir una cita de Pierre de Coubertin que deia: "Que la Torxa Olímpica segueixi el seu curs a través dels temps per al bé de la humanitat cada vegada més ardent, animosa i pura"
El 1936, en els Jocs Olímpics de Berlín, Carl Diem va concebre la cerimònia del transport de la flama Olímpica des dels orígens de realització dels Jocs a Olímpia (Grècia) fins a l'estadi on es realitzaven els Jocs. Más de 3000 atletes van realitzar una carrera per a transportar la torxa de Grècia a Alemanya, on el corredor Fritz Schilgen va encendre la flama en la cerimònia d'obertura l'1 d'agost. La carrera de la torxa passaria a formar part dels Jocs Olímpics, tradició que continua vigent.
També en els Jocs Olímpics d'Hivern, la flama Olímpica va cremar en els Jocs Olímpics de Garmisch-Partenkirchen 1936 i Sankt-Moritz 1948, però la primera carrera de la torxa va tenir lloc en els Jocs Olímpics d'Oslo 1952. En aquesta ocasió, però, el foc no va ser encès a la ciutat d'Olímpia sinó que va ser fet a Morgedal (Noruega), en la xemeneia de la casa de Sondre Norheim, un dels pioners en l'esport de l'esquí. Va ser també aquí que va ser encès el foc en els Jocs Olímpics de Squaw Valley 1960 i Lillehammer 1994. Excepte aquests anys i en els Jocs Olímpics de Melbourne 1956, any que va ser encesa a Roma, en tots els altres Jocs d'hivern la flama va ser encesa a Olímpia.

## L'encesa de la flama a Olímpia

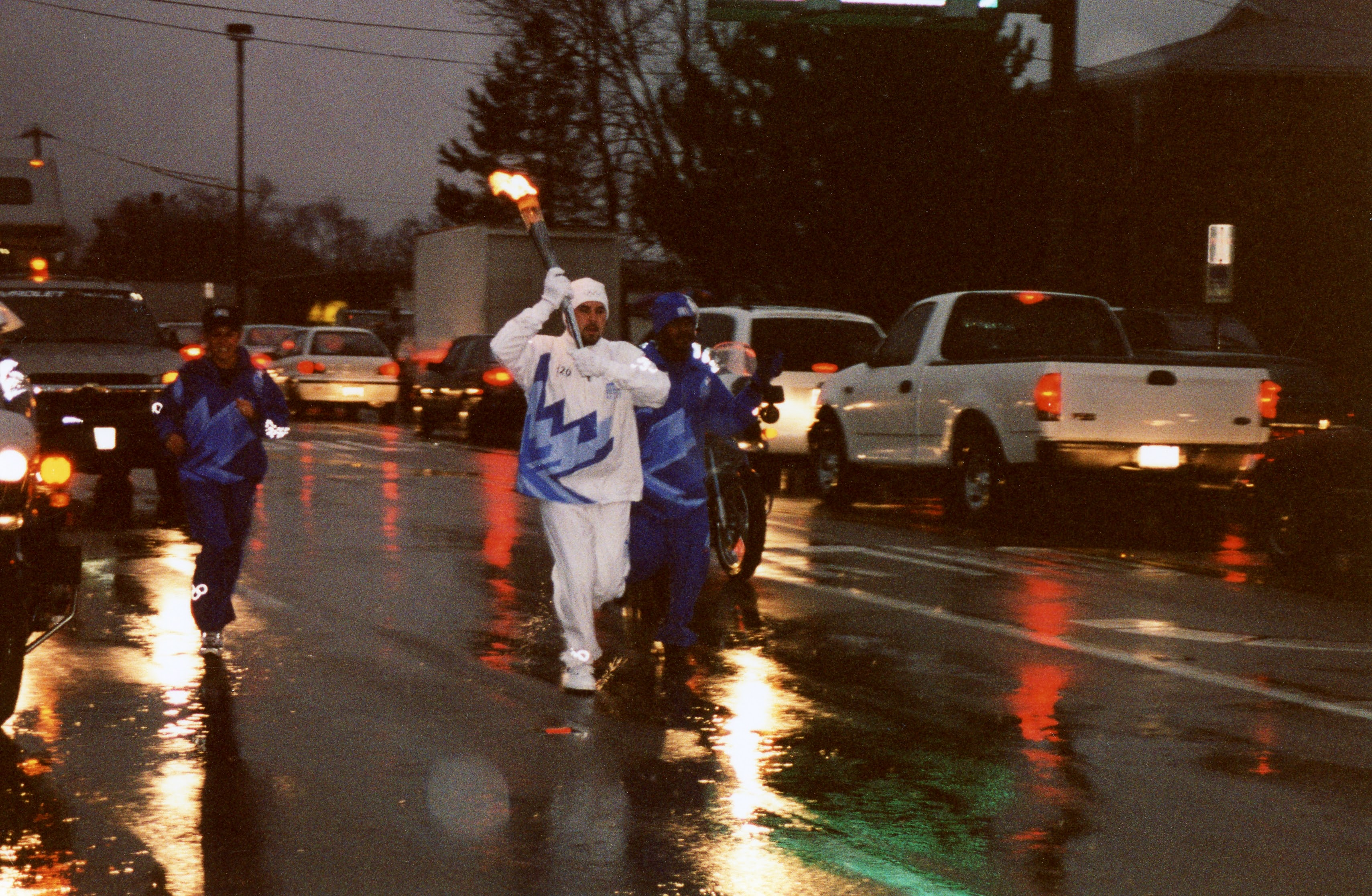
La flama camí a Salt Lake City.

Uns mesos abans de cada realització dels Jocs Olímpics (la data exacta varia d'acord amb la durada del recorregut fins a l'estadi Olímpic), la flama és encesa a Olímpia (Grècia), davant mateix de les ruïnes del temple d'Hera, en una cerimònia que pretén tornar a viure el mètode usat en l'antiguitat i que es destinava a garantir la puresa de la flama: actrius que representen sacerdotesses d'Hera col·loquen una torxa en la concavitat d'un mirall parabòlic que concentra els raigs del sol que, com en l'antiguitat, encén la flama que marcarà l'inici d'una realització més dels Jocs.
De seguida, la flama és transferida cap a una urna que és duta fins al lloc de l'estadi antic. Aquí la flama es fa servir per a encendre la torxa olímpica, transportada per l'atleta que farà el primer recorregut del viatge, i que conduirà la flama al llarg del recorregut fins a l'estadi on es realitzin els Jocs.
Com a prevenció, uns dies abans s'encén una flama, usant el mateix mètode, que llavors es manté encesa per a ser usada si el cel està ennuvolat el dia de la cerimònia. Per als Jocs Olímpics d'hivern el procediment és semblant, excepte que el pas de la flama al primer corredor es fa davant el monument en homenatge a Pierre de Coubertin.

## Recorregut de la flama
Al llarg del temps es va mantenir la tradició de transportar la torxa Olímpica amb una carrera d'atletes, però en certes ocasions es van utilitzar mitjans de transport especials, per motius de necessitat o d'espectacularitat.
La flama Olímpica va viatjar amb vaixell per primera vegada per a travessar el Canal de la Mànega el 1948 i va viatjar en avió quan va ser transportada cap a Hèlsinki el 1952. A causa de les restrictives lleis de quarantena en vigor a Austràlia, en els Jocs Olímpics de Melbourne 1956 els esdeveniments d'equitació es van realitzar separadament i la torxa olímpica va ser transportada a cavall en el seu recorregut fins a Estocolm, on es van realitzar les proves eqüestres.
El 1976 es van utilitzar mitjans espectaculars per a transportar la flama. El foc va ser transformat en un impuls elèctric que va ser enviat des d'Atenes, via satèl·lit, fins al Canadà, on va ser tornat a encendre mitjançant un llamp làser. El 2000 la torxa va ser transportada sota l'aigua per bussejadors prop de la Gran Barrera de Corall. Altres mitjans de transport fora del comú han inclòs la utilització de canoes, camells i l'avió supersònic Concorde.

### Jocs Olímpics d'estiu
| Seu dels Jocs Olímpics           | Dies | Quilometratge total (en km) | Nombre de relleus | Ruta |
| -------------------------------- | ---- | --------------------------- | ----------------- | --- |
| Berlín 1936                      | 8    | 3.422                       | 3.422             | Olímpia, Atenes, Tessalònica (Grècia) - Sofia (Bulgària) - Belgrad (Iugoslàvia) - Budapest (Hongria) - Viena (Àustria) - Praga (Txecoslovàquia) - Dresden, Berlín (Alemanya) |
| Londres 1948                     | 13   | 7.870                       | 3.372             | Olímpia, Corfú (Grècia) (per vaixell) Bari, Milà (Itàlia) - Lausana, Ginebra (Suïssa) - Besançon, Metz (França) - Luxemburg (Luxemburg) - Brussel·les (Bèlgica) - Lilla, Calais (França) - Dover, Londres (Regne Unit) |
| Hèlsinki 1952                    | 20   | 3.365                       | 1.416             | Olímpia, Atenes (Grècia) (per avió) Aalborg, Odense, Copenhaguen (Dinamarca) (per vaixell) Malmö, Göteborg, Estocolm (Suècia) - Tornio, Oulu, Hèlsinki (Finlàndia). Una segona flama es va encendre a Pallastunturi (Finlàndia) i es va unir a la principal a Tornio |
| Melbourne 1956                   | 21   | 20.470                      | 3.118             | Olímpia, Atenes (Grècia) (per avió) Darwin, Brisbane, Sydney, Canberra, Melbourne (Austràlia) |
| Estocolm 1956 (Proves eqüestres) | 9    | 1.000                       | 490               | Olímpia, Atenes (Grècia) (per avió) Copenhaguen (Dinamarca) (per vaixell) Malmö, Estocolm (Suècia) |
| Roma 1960                        | 14   | 2.750                       | 1.529             | Olímpia, Atenes (Grècia) (amb vaixell) Siracusa, Catània, Messina, Reggio Calabria, Nàpols, Roma (Itàlia) |
| Tòquio 1964                      | 51   | 20.065                      | 870               | Olímpia, Atenes (Grècia) (per avió) Istanbul (Turquia) - Beirut (Líban) - Teheran (Iran) - Lahore (Pakistan) - Nova Delhi (Índia) - Yangon (Birmània) - Bangkok (Tailàndia) - Kuala Lumpur (Malàisia) - Manila (Filipines) - Hong Kong (Hong Kong) - Taipei (República de la Xina) - prefectura d'Okinawa, Tòquio (Japó, seguint diferents rutes) |
| Ciutat de Mèxic 1968             | 51   | 13.620                      | 2.778             | Olímpia, Atenes (Grècia) (per avió) Gènova (Itàlia) (per vaixell) Barcelona, Madrid, Sevilla, Palos de la Frontera (per vaixell) Las Palmas (Espanya) - San Salvador (Bahames) - Veracruz, Ciutat de Mèxic (Mèxic) |
| Múnic 1972                       | 30   | 5.532                       | 6.000             | Olímpia, Atenes, Tessalònica (Grècia) - Istanbul (Turquia) - Varna (Bulgària) - Bucarest, Timişoara (Romania) - Belgrad (Iugoslàvia) - Budapest (Hongria) - Viena, Linz, Salzburg, Innsbruck (Àustria) - Garmisch-Partenkirchen, Múnic (Alemanya Occidental) |
| Mont-real 1976                   | 5    | 775                         | 1.214             | Olímpia, Atenes (Grècia) (transmissió per satèl·lit d'una ona electrònica) Ottawa, Mont-real (Canadà) |
| Moscou 1980                      | 31   | 4.915                       | 5.000             | Olímpia, Atenes, Tessalònica (Grècia) - Sofia (Bulgària) - Bucarest (Romania) - Chişinău, Kíev, Tula, Moscou (Unió Soviètica) |
| Los Angeles 1984                 | 83   | 15.000                      | 3.636             | Olímpia, Atenes (Grècia) (per avió) Nova York, Boston, Filadèlfia, Washington, Detroit, Chicago, Indianapolis, Atlanta, Saint Louis, Dallas, Denver, Salt Lake City, Seattle, San Francisco, Los Angeles (Estats Units d'Amèrica) |
| Seül 1988                        | 26   | 15.250                      | 1.467             | Olímpia, Atenes (Grècia) (per avió) Jeju, Pusan, Seül (Corea del Sud) |
| Barcelona 1992                   | 51   | 6.307                       | 10.448            | Olímpia, Atenes (Grècia) (per vaixell) Empúries, Bilbao, La Corunya, Madrid, Sevilla, Las Palmas, Màlaga, València, Palma, Barcelona (Espanya) |
| Atlanta 1996                     | 112  | 29.016                      | 13.267            | Olímpia, Atenes (Grècia) (per avió) Los Angeles, Las Vegas, San Francisco, Seattle, Salt Lake City, Denver, Dallas, Saint Louis, Minneapolis, Chicago, Detroit, Boston, Nova York, Filadèlfia, Washington DC, Miami, Birmingham, Atlanta (Estats Units d'Amèrica) |
| Sydney 2000                      | 127  | 27.000                      | 13.300            | Olímpia, Atenes (Grècia) (per avió) Guam, Palau, Estats Federats de Micronèsia, Nauru, Salomó -Papua Nova Guinea, Vanuatu, Samoa, Samoa Nord-americana, Illes Cook, Tonga, Fidji, Christchurch, Wellington, Auckland (Nova Zelanda) - Uluru, Brisbane, Darwin, Perth, Adelaida, Melbourne, Canberra, Sydney (Austràlia) |
| Atenes 2004                      | 142  | 86.000                      | 3.600             | Olímpia, Marató, Atenes (Grècia) (per avió) Sydney, Melbourne (Austràlia) - Tòquio (Japó) - Seül (Corea del Sud) - Pequín (Xina) - Delhi (Índia) - El Caire (Egipte) - Ciutat del Cap (Sud-àfrica) - Rio de Janeiro (Brasil) - Ciutat de Mèxic (Mèxic) - Los Angeles, Saint Louis, Atlanta, Nova York (EUA) - Mont-real (Canadà) - Anvers, Brussel·les (Bèlgica) - Amsterdam (Països Baixos) - Lausana, Ginebra (Suïssa) - París (França) - Londres (Regne Unit) - Madrid, Barcelona (Espanya) - Roma (Itàlia) - Múnic, Berlín (Alemanya) - Estocolm (Suècia) - Hèlsinki (Finlàndia) - Moscou (Rússia) - Kíev (Ucraïna) - Istanbul (Turquia) - Sofia (Bulgària) - Nicosia (Xipre) - Càndia, Tessalònica, Patres, Atenes (Grècia) |
| Pequín 2008                      | 130  | 137.000                     | 21.880            | Olímpia, Marató, Atenes (Grècia) (per avió) Pequín (Xina) (per avió) Almati (Kazakhstan) (per avió) Istanbul (Turquia) (per avió) Sant Petersburg (Rússia) (per avió) Londres (Regne Unit) - París (per avió) San Francisco (EUA) (per avió) Buenos Aires (Argentina) (per avió) Dar es Salaam (Tanzània) - Masqat (Oman) - Islamabad (Pakistan) - Mumbai (Índia) - Bangkok (Tailàndia) - Kuala Lumpur (Malàisia) - Djakarta (Indonèsia) - Canberra (Austràlia) - Nagano (Japó) - Seül (Corea del Sud) - Pyongyang (Corea del Nord) - Ciutat Ho Chi Minh (Vietnam) - Hong Kong, Macau, Sanya, Wuzhishan, Wanning, Haikou, Guangzhou, Shenzhen, Huizhou, Shantou, Fuzhou, Quanzhou, Xiamen, Longyan, Ruijin, Jinggangshan, Nanchang, Wenzhou, Ningbo, Hangzhou, Shaoxing, Jiaxing, Xangai, Suzhou, Nantong, Taizhou, Yangzhou, Nanjing, Hefei, Huainan, Wuhu, Jixi, Huangshan, Wuhan, Yichang, Jingzhou, Yueyang, Changsha, Shaoshan, Guilin, Nanning, Baise, Kunming, Lijiang, Shangri-La County, Guiyang, Kaili, Zunyi, Chongqing, Guang'an, Mianyang, Guanghan, Leshan, Zigong, Yibin, Chengdu, Shannan Prefecture, Lhasa, Golmud, Qinghai Hu, Xining, Ürümchi, Kashi, Shihezi, Changji, Dunhuang, Jiayuguan, Jiuquan, Tianshui, Lanzhou, Zhongwei, Wuzhong, Yinchuan, Yan'an, Yangling, Xianyang, Xi'an, Yuncheng, Pingyao, Taiyuan, Datong, Hohhot, Ordos, Baotou, Chifeng, Qiqihar, Daqing, Harbin, Songyuan, Changchun, Jilin, Yanji, Shenyang, Benxi, Liaoyang, Anshan, Dalian, Yantai, Weihai, Qingdao, Rizhao, Linyi, Qufu, Tai'an, Jinan, Shangqiu, Kaifeng, Zhengzhou, Luoyang, Anyang, Shijiazhuang, Qinhuangdao, Tangshan, Tianjin, Pequín (Xina) |
| Londres 2012                     | 70   | 12.800                      | 8.000             | Olímpia, Càndia, Ioànnina, Tessalònica, Atenes (Grècia) - per avió fins al Regne Unit: Land's End, Plymouth, Torquay, Exeter, Barnstaple, Taunton, Glastonbury, Bath, Bristol, Gloucester, Worcester, Cardiff, Swansea, Aberystwyth, Bangor, Chester, Much Wenlock, Stoke-on-Trent, Liverpool, Douglas (illa de Man), Belfast, Derry, Newry, Dublín (República d'Irlanda) - Belfast, Stranraer, Glasgow, Inverness, Kirkwall, Lerwick, Stornoway, Inverness, Aberdeen, Dundee, St Andrews, Stirling, Edinburgh, Newcastle upon Tyne, Kingston upon Hull, York, Carlisle, Dumfries, Blackpool, Manchester, Leeds, Sheffield, Nottingham, Derby, Birmingham, Stratford-upon-Avon, Rugby (Anglaterra), Coventry, Norwich, Ipswich, Cambridge, Stoke Mandeville, Oxford, Windsor, Ascot, Berkshire - Reading, Winchester, Salisbury, Shaftesbury, Bournemouth, Southampton, Saint Peter Port (Guernsey) - Saint Helier (illa de Jersey) - Portsmouth, Chichester, Brighton, Hastings, Dover, Canterbury, Londres |

### Jocs Olímpics d'Hivern
| Seu dels Jocs Olímpics | Dies | Quilometratge total (en km) | Relleus | Ruta |
| ---------------------- | ---- | --------------------------- | ------- | --- |
| Oslo 1952              | 2    | 225                         | 94      | Morgedal, Oslo (Noruega) |
| Cortina d'Ampezzo 1956 | 5    |                             |         | Roma (per avió) Venècia, Cortina d'Ampezzo (Itàlia) |
| Squaw Valley 1960      | 19   | 960                         | 700     | Morgedal, Oslo (Noruega) (per avió) Los Angeles, Fresno, Squaw Valley (EUA) |
| Innsbruck 1964         | 8    |                             |         | Olímpia, Atenes (Grècia) (per avió) Viena, Innsbruck (Àustria) |
| Grenoble 1968          | 50   | 7.222                       | 5.000   | Olímpia, Atenes (Grècia) (per avió) París, Estrasburg, Lió, Bordeus, Tolosa, Marsella, Niça, Chamonix, Grenoble (França) |
| Sapporo 1972           | 38   | 18.741                      | 16.300  | Olímpia, Atenes (Grècia) (per avió) prefectura d'Okinawa (per avió) Tòquio, Sapporo (Japó) |
| Innsbruck 1976         | 6    | 1.618                       |         | Olímpia, Atenes (Grècia) (per avió) Viena (ruta 1) Linz, Salzburg, Innsbruck (ruta 2) Graz, Klagenfurt, Innsbruck (Àustria) |
| Lake Placid 1980       | 15   | 12.824                      | 52      | Olímpia, Atenes (Grècia) (per avió) Shannon (Irlanda) Langley Air Force Base, Hampton (Virgínia), Washington DC, Baltimore, Filadèlfia, Nova York, Albany, Lake Placid (EUA) |
| Sarajevo 1984          | 11   | 5.289                       | 1.600   | Olímpia, Atenes (Grècia) (per avió) Dubrovnik (ruta 1) Split, Ljubljana, Zagreb, Sarajevo (ruta 2) Skopje, Novi Sad, Belgrad, Sarajevo (Iugoslàvia) |
| Calgary 1988           | 95   | 18.000                      | 6.250   | Olímpia, Atenes (Grècia) (per avió) St John's, Quebec, Mont-real, Ottawa, Toronto, Winnipeg, Inuvik, Vancouver, Edmonton, Calgary (Canadà) |
| Albertville 1992       | 58   | 5.500                       | 5.500   | Olímpia, Atenes (Grècia) (per Concorde) París, Nantes, Le Havre, Lilla, Estrasburg, Llemotges, Bordeus, Tolosa, Ajaccio, Niça, Marsella, Lió, Grenoble, Albertville (França) |
| Lillehammer 1994       | 82   | 12.000                      |         | Olímpia, Atenes (Grècia) (per avió) Morgedal, Bergen, Trondheim, Tromsø, Svalbard, Oslo, Lillehammer (Noruega) |
| Nagano 1998            | 51   | 3.486                       | 6.901   | Olímpia, Atenes (Grècia) (per avió) Tòquio (ruta 1) Hokkaidō, Chiba, Tòquio, Nagano (ruta 2) prefectura d'Okinawa, Hiroshima, Kyoto, Nagano (ruta 3) Kagoshima, Osaka, Shizuoka, Nagano (Japó) |
| Salt Lake City 2002    | 85   | 21.275                      | 12.012  | Olímpia, Atenes (Grècia) (per avió) Atlanta, Saint Augustine, Miami, Houston, Dallas, Memphis, Pittsburgh, Cumberland, Washington DC, Baltimore, Filadèlfia, Nova York, Boston, Lake Placid, Syracuse, Cleveland, Chicago, Detroit, Indianapolis, Cincinnati, Lexington, Saint Louis - Kansas City – Omaha, Wichita (Kansas), Oklahoma City, Amarillo, Albuquerque, Phoenix, Los Angeles, San Francisco, Squaw Valley, Reno, Portland, Seattle, Juneau, Boise, Bozeman, Cheyenne, Denver, Salt Lake City (EUA) |
| Torí 2006              | 75   | 11.300                      | 10.000  | Olímpia, Atenes (Grècia) (per avió), Roma, Florència, Gènova, Càller, Palerm, Nàpols, Bari, Ancona (Itàlia) – Ciutat de San Marino (San Marino) – Bolonya, Venècia, Trieste (Itàlia) Ljubljana (Eslovènia) Klagenfurt (Àustria) Trento, Cortina d'Ampezzo, Milà (Itàlia) Lugano (Suïssa) Bardonecchia (Itàlia) Grenoble, Albertville (França) Torí (Itàlia) |
| Vancouver 2010         | 106  | 45.000                      | 12.000  | Olímpia, Atenes (Grècia) (en avió) Victoria, Yukon, Territoris del Nord-oest, Alberta, Saskatchewan, Manitoba, Nunavut, Quebec, Terranova i Labrador, Nova Escòcia, Illa del Príncep Eduard, Nova Brunswick, Quebec, Ontario, Manitoba, Saskatchewan, Alberta (Canadà) – Washington (EUA) – Vancouver (Canadà) |

## Encesa del peveter

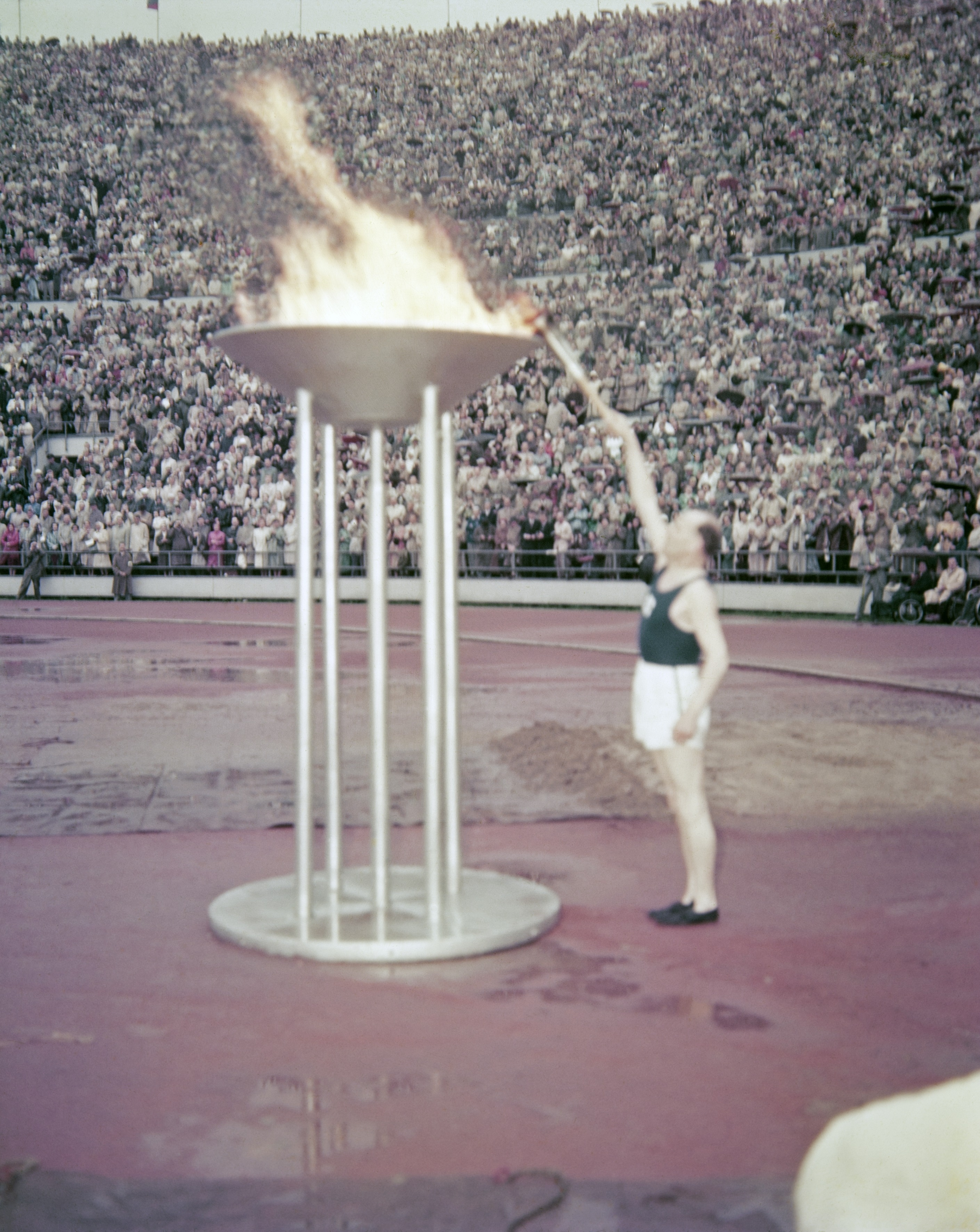
Paavo Nurmi encenent el peveter olímpic als Jocs Olímpics d'Estiu de 1952 de Hèlsinki.

És tradicional fer l'encesa del peveter de la flama olímpica durant la cerimònia d'obertura dels Jocs Olímpics d'una forma original i espectacular, sent l'últim rellevista i/o l'encarregat d'encendre el peveter un atleta en actiu o retirat de renom internacional. Així Paavo Nurmi es convertí en el primer atelta de renom que va encendre el peveter en els Jocs Olímpics d'Estiu de 1952 a Hèlsinki. La primera dona a rebre aquest honor fou Enriqueta Basilio en els Jocs Olímpics d'Estiu de 1968 a Ciutat de Mèxic.
En algunes ocasions les persones escollides no són atletes famosos però representen els ideals olímpics, així el corredor japonès Yoshinori Sakai, nascut el 6 d'agost de 1945 a Hiroshima, fou l'encarregat d'encendre la flama olímpica en els Jocs Olímpics d'Estiu de 1964 a Tòquio. Així mateix en els Jocs Olímpics d'Estiu de 1976 de Mont-real els encarregats foren dos joves, de parla francesa i anglesa cadascú, que simbolitzaven la unió del país.
Encarregats de fer l'encesa del peveter:
- Jocs Olímpics d'Estiu de 1936: l'atleta Fritz Schilgen, tot i que no va participar en els Jocs Olímpics fou l'escollit pel règim nazi.
- Jocs Olímpics d'Estiu de 1948: l'atleta John Mark.
- Jocs Olímpics d'Hivern de 1952: Eigil Nansen, net de l'explorador Fridtjof Nansen
- Jocs Olímpics d'Estiu de 1952: l'atleta Paavo Nurmi, guanyador de nou medalles d'or durant la dècada de 1920.
- Jocs Olímpics d'Hivern de 1956: el patinador Guido Caroli.
- Jocs Olímpics d'Estiu de 1956: l'atleta Ron Clarke a Melbourne i l'atleta Hans Wikne.
- Jocs Olímpics d'Hivern de 1960: el patinador Ken Henry.
- Jocs Olímpics d'Estiu de 1960: l'atleta Giancarlo Peris.
- Jocs Olímpics d'Hivern de 1964: l'esquiador Joseph Rieder.
- Jocs Olímpics d'Estiu de 1964: l'atleta Yoshinori Sakai, nascut el mateix dia del llançament de la bomba atòmica sobre Hiroshima
- Jocs Olímpics d'Hivern de 1968: el patinador Alain Calmat.
- Jocs Olímpics d'Estiu de 1968: l'atleta Norma Enriqueta Basilio de Sotelo.
- Jocs Olímpics d'Hivern de 1972: la patinadora Hideki Takada.
- Jocs Olímpics d'Estiu de 1972: l'atleta Günther Zahn.
- Jocs Olímpics d'Hivern de 1976: l'esquiadora Christl Haas i el corredor de Luge Josef Feistmantl.
- Jocs Olímpics d'Estiu de 1976: els joves Stéphane Préfontaine i Sandra Henderson.
- Jocs Olímpics d'Hivern de 1980: Charles Gugino.
- Jocs Olímpics d'Estiu de 1980: el basquetbolista Sergey Belov.
- Jocs Olímpics d'Hivern de 1984: la patinadora Sanda Dubravčić.
- Jocs Olímpics d'Estiu de 1984: l'atleta Rafer Johnson.
- Jocs Olímpics d'Hivern de 1988: la jove patinadora Robyn Perry.
- Jocs Olímpics d'Estiu de 1988: el maratonià Sohn Kee-chung feu el primer relleu dins l'estadi, seguit dels atletes Chung Sun-Man, Kim Won-Tak i Sohn Mi-Chung.
- Jocs Olímpics d'Hivern de 1992: el futbolista Michel Platini i el nen de vuit anys François-Cyrille Grange.
- Jocs Olímpics d'Estiu de 1992: el basquetbolista Juan Antonio San Epifanio feu l'últim relleu i l'arquer paralímpic Antonio Rebollo encengué el peveter.
- Jocs Olímpics d'Hivern de 1994: el príncep hereu Haakon de Noruega.
- Jocs Olímpics d'Estiu de 1996: el boxador Muhammad Ali.
- Jocs Olímpics d'Hivern de 1998: la patinadora Midori Ito.
- Jocs Olímpics d'Estiu de 2000: l'atleta aborigen Cathy Freeman.
- Jocs Olímpics d'Hivern de 2002: l'equip complet d'hoquei gel que aconseguí la medalla d'or en els Jocs de 1980.
- Jocs Olímpics d'Estiu de 2004: el regatista Nikólaos Kaklamanakis.
- Jocs Olímpics d'Hivern de 2006: l'esquiadora de fons Stefania Belmondo.
- Jocs Olímpics d'Estiu de 2008: el gimnasta Li Ning.
- Jocs Olímpics d'Hivern de 2010: la patinadora Catriona Le May Doan, el jugador de bàsquet Steve Nash, l'esquiadora Nancy Greene i el jugador d'hoquei gel Wayne Gretzky.
- Jocs Olímpics d'Estiu de 2012: els joves Callum Airlie, Jordan Duckitt, Desiree Henry, Katie Kirk, Cameron MacRitchie, Aidan Reynolds i Adelle Tracey (acompanyats respectivament per Shirley Robertson, Duncan Goodhew, Daley Thompson, Mary Peters, Steve Redgrave, Lynn Davies i Kelly Holmes)